# Бен-Азиза, Ламин
Ламин Бен-Азиза (араб. الأمين بن عزيزة‎; род. 10 ноября 1952, Тунис) — тунисский футболист, играл на позиции вратаря. Участник чемпионата мира 1978 года.

## Биография

### Игровая карьера
Бен-Азиза начинал карьеру в клубе «Кромбалья». В 1970 году перешёл в «Этуаль дю Сахель», в составе которого играл в течение 10 сезонов. В составе этой команды он выиграл два подряд Кубка Туниса в 1974 и 1975 годах, а до этого в 1972 году был завоёван чемпионский титул. 
В 1980 году перешёл в «Хаммам-Лиф», за который играл на протяжении трёх сезонов и завершил карьеру.
В составе сборной Туниса принимал участие на чемпионате мира 1978 года, но на поле так и не вышел, оставшись в запасе.

## Достижения
«Этуаль дю Сахель»
- Чемпион Туниса (1): 1971/72
- Обладатель Кубка Туниса (2): 1973/74, 1974/75